# Telerig
Khan Telerig (bulgarisch Телериг) war der Herrscher über Bulgarien von 768 bis 777. Er ist der Nachfolger von Pagan, der 768 ermordet wurde.
Im Mai 774 begann der byzantinische Kaiser Konstantin mit einem groß angelegten Angriff auf das bulgarische Reich. Eine Flotte von etwa zweitausend Schiffen sollte in Richtung Donaudelta segeln und eine große Streitmacht anlanden, welche die nördlichen Gebiete des bulgarischen Reiches erobern sollte. Der Kaiser selbst befehligte eine Armee, die den Süden des bulgarischen Reiches angriff. Doch obwohl die Flotte erfolgreich die Truppen in der Nähe von Warna an Land setzen konnte und der Kaiser einige südliche Gebiete des bulgarischen Reiches erobern konnte, zog er sich aus unerklärlichen Gründen zurück und verfehlte somit abermals eine Zerschlagung des bulgarischen Reiches.
Telerig begann nun seinerseits mit einer Armee von etwa 12.000 Mann einen Feldzug gegen das vermeintlich geschwächte Byzanz. Dieser schlug jedoch fehl, da seine Kriegsvorbereitungen von Spionen in seiner näheren Umgebung verraten wurden. Der vorgewarnte byzantinische Kaiser besiegte die bulgarische Armee mit 80.000 Mann in der Schlacht von Berzitia vernichtend. Doch auch nach diesem Sieg und der anschließenden Verfolgung der Bulgaren gelang es den Byzantinern nicht, diese entscheidend zu schwächen, da auch die Flotte des Kaisers – aufgrund ungünstiger Winde – ihre Landepunkte nicht erreichen konnte.
Telerig schöpfte nach der Niederlage bei Berzitia den Verdacht, dass sich in seiner unmittelbaren Umgebung Spione befinden. Um diese zu enttarnen, ließ er den byzantinischen Kaiser wissen, dass er abdanken und nach Konstantinopel ins Exil gehen würde. Konstantin glaubte dem Ansinnen Telerigs und erfüllte auch dessen Forderung, ihm die Spione zu nennen, angeblich um auch sie nach der Abdankung Telerigs in Sicherheit zu bringen. Telerig dachte jedoch nicht daran abzudanken und ins Exil zu gehen, wie es einige bulgarische Herrscher vor ihm getan hatten. Nachdem er die Liste mit den Spionen erhalten hatte, ließ er diese umgehend exekutieren.
Doch trotz der Beseitigung der Spione fühlte sich Telerig, wohl auch aufgrund der Niederlage bei Berzitia, nicht sicher. Nach dem Tod von Konstantin V. 775 n. Chr., bat er den neuen Kaiser Leo IV. erneut um Asyl. Leo gewährte ihm diese Bitte und Telerig floh nach Konstantinopel, wo er zudem den christlichen Glauben annahm. Als Patrizier unter Namen Theophylaktos heiratete er eine Cousine der Kaiserin Irene.

## Sonstiges
Der Telerig-Nunatak auf Greenwich Island im Archipel der Südliche Shetlandinseln in der Antarktis ist seit 2005 nach Telerig benannt.